# Frauke Engel
Frauke Engel (* 1961) ist eine deutsche Kunsthistorikerin und Museumsleiterin.

## Leben
Frauke Engel arbeitete nach ihrem Studium  in den 1990er Jahren für die Firma Bahlsen als Leiterin des Bahlsen-Museums.
Während der Weltausstellung Expo 2000 in Hannover war Engel als Programmbeirat Mitgestalterin der Veranstaltungsreihe Kulturkaleidoskop Hannover.
Die vor allem in der „Kunst-PR“ tätige Frauke Engel verfasste zahlreiche Schriften für Institutionen, Unternehmen, Museen und Galerien, so für das Niedersächsische Landesmuseum, das Niedersächsische Staatstheater, die Firma Robert Bosch oder die Galerie Depelmann. Zeitweilig wirkte die Kunsthistorikerin als Sprecherin der Mediengruppe im Tiedthof.
Frauke Engel ist Pressesprecherin im Landesverband Niedersachsen/Bremen der Johanniter-Unfall-Hilfe e.V.

## Schriften (Auswahl)
- Frauke Engel, Thomas Hirthe: Bildwerke 1902–1936. Bernhard Hoetger (= Galeriehandbuch, Bd. 2), Hannover: Niedersächsisches Landesmuseum, 1994, ISBN 978-3-929444-01-8 und ISBN 3-929444-01-1
- Brigitta Weber, Allmuth Behrendt, Frauke Engel, Gerlinde Hahn, Astrid Stork, Verena Streitenberg: Prinzenstraße. Hannoversche Hefte zur Theatergeschichte, Heft 5: Heinrich Marschner, Hannover: Niedersächsisches Staatstheater Hannover, 1995, ISBN 3-931266-01-X
- Rolf Becker, Frauke Engel: „Unsere beste Reklame war stets unsere Ware.“ Werbung bei Bosch von den Anfängen bis 1960 (= Bosch-Archiv-Schriftenreihe, Bd. 2), Hrsg.: Zentralabteilung Öffentlichkeitsarbeit (ZÖ) der Robert-Bosch-GmbH; verantwortlich für den Inhalt: Unternehmensarchiv (ZÖF), Stuttgart: ZÖ der Robert-Bosch-GmbH, 1998, ISBN 978-3-9804389-1-9 und ISBN 3-9804389-1-0; Inhaltsverzeichnis
- Dietmar Junghans (Hrsg.), Frauke Engel: Durch-Blicke. Kunst in Glashäusern 2007, Meerkunstraum., Katalog zur gleichnamigen Ausstellung in Wunstorf-Steinhude, [Wunstorf-Steinhude]: Meerkunstraum, 2007
- Frauke Engel, Kathrin Symens: Ganz Dame und doch Hausfrau. Mode in der Werbung für Staubsauger, Radio & Co., Ausstellungskatalog, Hrsg.: Museum für Energiegeschichte(n), Hannover, 2008
- Frauke Engel, Andreas Schulz (Text), Thomas Ritter, Marion Jaschke-Kowalski (Bearb.), Thomas Hennecke et al. (Fotos): Thomas Ritter. 2007–2011, Begleitschrift in deutscher und englischer Sprache zur gleichnamigen Ausstellung in der Galerie Deppelmann, Langenhagen: Galerie Depelmann Edition, 2011, ISBN 978-3-928330-70-1
- Frauke Engel (Text), Marion Braun (Ill.), Ingeborg Bauer: Jürgen Marose. Wanderungen – Bilder 2007–2011, Texte in deutscher und englischer Sprache, Langenhagen: Depelmann, 2011, ISBN 978-3-928330-67-1
- Frauke Engel (Text), Marion Jaschke-Kowalski (Bearb.), Marion Braun, Matthias Langer (Ill.): Hein Bohlen, Exkursionen, Begleitschrift mit deutsch und englischsprachigen Texten zur gleichnamigen Ausstellung, Langenhagen: Depelmann, 2013, ISBN 978-3-928330-73-2
- Frauke Engel (Text), Stephanie Röttger (Mitarb.): Gabriele Bittner.Neue Arbeiten aus 2016, Begleitschrift zur Ausstellung in der Galerie Depelmann in Langenhagen, Texte in Deutsch und Englisch, 1. Auflage, Langenhagen: Verlag Depelmann, 2016, ISBN 978-3-928330-78-7 und ISBN 3-928330-78-0